# Alice Alldredge
Alice Alldredge (Denver, Colorado, 1 de febrero de 1949) es una oceanógrafa y bióloga marina estadounidense que estudia la nieve marina, el ciclo del carbono, microbios y plancton en la ecología del océano. Realizó sus investigaciones en mar abierto, en su laboratorio en la Universidad de California en Santa Bárbara, así como en colaboración con la Long Term Ecological Research Network (LTER) en el Mo'orea Coral Reef Long Term Ecological Research Site (MCR LTER) en Moorea, Polinesia Francesa. Según la lista anual ISI Web of Knowledge publicada por Thomson Reuters, Alldredge ha sido una de las investigadoras científicas más citadas desde 2003.

## Biografía
Alice Louise Alldredge nació en 1949 en Denver, Colorado, Estados Unidos. Se graduó en Merrit Hutton High School en Thornton, Colorado, y completó una licenciatura en Biología en Carleton College en 1971. Su padre fue una inspiración para su interés en la ciencia y su madre también fue una modelo a seguir para ella. Recibió su doctorado en 1975 de la Universidad de California en Davis. Entre 1975 y 1976, estudió en el Australian Institute of Marine Science como miembro postdoctoral de la OTAN.
Se unió a la facultad de la Universidad de California en Santa Bárbara en 1976 y realizó investigaciones sobre Ecología Oceánica. Descubrió la existencia de abundantes partículas de gel llamadas partículas exopoliméricas transparentes (TEP por sus siglas en inglés) y el zooplancton demersal, describiendo su migración y dispersión a través de los arrecifes de coral, las praderas marinas y las marismas.
Alldredge es considerada una autoridad en nieve marina, aquellas partículas que se depositan en el fondo de los océanos, y en el ciclo del carbono en el mar. A través de su trabajo en la nieve marina, Alldredge cambió la comprensión del flujo de partículas y realizó la primera medición de la velocidad de hundmiento observada de la nieve marina, «lo que demuestra que la nieve marina se hunde lo suficientemente rápido como para liberar cantidades significativas de carbono orgánico a las profundidades [mar]».
Además de su labor de docente e investigadora en la Universidad de California en Santa Bárbara, Alldredge trabaja en la Mo'orea Coral Reef como investigadora del estudio LTER en Moorea, estudiando las corrientes y fuerzas que llevan a cabo el transporte de agua de la isla. Fue reconocida por su labor en la clasificación de la Universidad de California en Santa Bárbara como la séptima mejor universidad del mundo con base en su impacto científico mundial y su historial de colaboración. En 2003, se convirtió en la investigadora científica más citada de ISI Web of Knowledge según Thomson Reuters, y ha permanecido allí desde 2003.
En 1990, Alldredge fue elegida como miembro de la Asociación Estadounidense para el Avance de la Ciencia, en 1992 ganó la Medalla Henry Bryant Bigelow de la Institución Oceanográfica de Woods Hole,
y en 1995 fue galardonada con la primera cátedra del programa de posgrado de la UC Santa Bárbara en Ciencias Marinas, que mantuvo hasta 2004 y recibió $5000. En 1996, fue honrada con el premio a la enseñanza destacada en Ciencias por la Universidad de California en Santa Bárbara, y en 1998 fue seleccionada como miembro de la Unión Americana de Geofísica.
Alldredge se convirtió en la catedrática del Departamento de Ecología, Evolución y Biología Marina en la UC Santa Bárbara en 2004. Más tarde, recibió el premio G. Evelyn Hutchinson de la Sociedad Americana de Limnología y Oceanografía en 2008, y en 2011 recibió el premio al logro destacado de la Asociación de Alumnos de Carleton College.